# 9550 Victorblanco
9550 Victorblanco è un asteroide della fascia principale. Scoperto nel 1985, presenta un'orbita caratterizzata da un semiasse maggiore pari a 2,6447113 UA e da un'eccentricità di 0,0864395, inclinata di 8,01119° rispetto all'eclittica.